# ری لوزیر
ریموند لی لوزیر (به انگلیسی: Raymond Lee Luzier) متولد ۱۴ ژوئن ۱۹۷۰، (۲۴ خرداد ۱۳۴۹) در پیتسبورگ پنسیلوانیا یک نوازنده آمریکایی درام در گروه کورن است که در سال ۲۰۰۷ به گروه کورن پیوسته‌است.